# Додон Віталій Іванович
Віталій Іванович Додон (24 березня 1976, м. Арциз, Одеська область — 4 січня 2023) — український військовослужбовець, учасник російсько-української війни.

## Життєпис
У 1990 р. отримав базову  загальну середню освіту у Арцизькій школі І-ІІІ ступенів № 4 Арцизького району Одеської області. Повну загальну середню освіту отримав у 1994 році в Арцизькій вечірній школі І-ІІІ ступенів Арцизького району Одеської області.
У 1997 році отримав освіту в Татарбунарському професійно — технічному аграрному училищі за спеціальністю — електрозварник.
Згодом проходив строкову службу протягом двох років у одній із військових частин Дніпропетровщини. У Дніпропетровській області промайнуло понад 15 років його життя.
У 2014 році, коли росія анексувала український Крим та почала війну в Донецькій області, пішов захищати Україну добровольцем. У зоні АТО боронив від російської навали м. Авдіївку Донецької області, безстрашно та незламно захищав Донецький аеропорт.
Віталій Додон відзначений шістьма державними нагородами, серед яких: «За оборону Донецького аеропорту — 242 доби», «Учасник АТО», «За участь в Антитерористичній операції», «ХХХ років Збройним Силам України», «Учасник військового параду» у 2017 році, орден «За мужність» ІІІ-го ступеня, тому по праву носив горде ймення «кіборг».
З літа 2015 року повернувся до м. Арциз, працював у Комунальному підприємстві «Житловик» Арцизької міської ради різноробочим.
У квітні 2019 року підписав контракт із батальйоном морської піхоти на Одещині. Із початку повномасштабного вторгнення росії на територію України Віталій Додон захищав Україну в найгарячіших точках: разом із побратимами звільняв від окупантів Миколаївщину та Херсонщину, а після звільнення Херсона, жодного дня не перепочивши, морський піхотинець направився до Донецької області.
Під час служби боєць був прикладом для побратимів, завжди проявляв стійкість та мужність, захищаючи рідну Україну від ворога. Військовий виніс багато поранених та загиблих воїнів із поля бою. Виходячи з боїв десятки разів контуженим, Віталій постійно відмовлявся від госпіталізації. Ще  з 2014 року він мав два уламки від снаряду в голові та в нозі.
Наказом Головнокомандувача Збройних Сил України від 25.07.2022 р. № 971 генерала В. Ф. Залужного Додон Віталій Іванович відзначений Почесним нагрудним знаком  «За взірцевість у військовій службі» І ступеня.
04.01.2023 року головний сержант роти морської піхоти військової частини А4210, ДОДОН ВІТАЛІЙ ІВАНОВИЧ, який проходив службу за контрактом, загинув у бою за Україну, за її свободу і незалежність  під час штурмових дій в районі м. Мар'їнка Донецької області, отримавши вогнепальні поранення голови, тулуба і кінцівок.
Сімейний стан: одружений.
14.01.2023 року похований у м. Арциз на міському кладовищі.

## Нагороди і вшанування
- За особисту мужність і героїзм, виявлені у захисті державного суверенітету та територіальної цілісності України, вірність військовій присязі під час російсько-української війни, відзначений — нагороджений орденом «За мужність» III ступеня[1]
- Почесний громадянин Арцизької міської територіальної громади (посмертно)[2]